# نيا إبيداوروس
نيا إبيداوروس (Νέα Επίδαυρος) أو إبيداوروس الجديدة هي مدينة في أرغوليس في مقاطعة كينتريكي إلادا في اليونان.